# Jim Hok
Jimmy Kenneth (Jim) Hok (Paramaribo, 2 juni 1955) is een Surinaams politicus.
Hij is in Nederland afgestudeerd als landbouwkundig ingenieur en was in zijn studententijd voorzitter van de Nederlandse afdeling van Progressieve Arbeiders en Landbouwers Unie (PALU). In 1989 keerde hij terug naar Suriname waar hij in 2004 het PALU-voorzitterschap overnam van Iwan Krolis. In die periode werkte hij als ingenieur bij de milieu-afdeling van de NV Energie Bedrijven Suriname (EBS). Eind 2005 kwam hij in het nieuws vanwege spanningen binnen de EBS die deels te maken hadden met het op non-actief stellen van Hok omdat deze ervan verdacht werd informatie te hebben doorgespeeld naar een dagblad.
PALU ging de parlementsverkiezingen van 2010 in als onderdeel van de Megacombinatie (MC) waarvan Hok de secretaris werd. Bij die verkiezingen behaalde de MC 23 zetels in De Nationale Assemblée (DNA) waarvan een voor de PALU maar doordat het parlementslid Desi Bouterse (NDP/MC) president werd, kreeg PALU een tweede DNA-zetel. Hok werd door de PALU kandidaat gesteld als minister van Natuurlijke Hulpbronnen en op 13 augustus 2010 volgde zijn beëdiging.